# Bailliage de Sarrelouis
Le bailliage de Sarrelouis (ou bailliage de Saarlouis) est une ancienne entité administrative dépendante de la généralité de Metz,  ayant existé de 1685 à 1789.

## Histoire
Créé par un édit de février 1685, Il était régi par la coutume de Lorraine (rédigée et homologuée en 1594). Sur le plan religieux, deux diocèses étaient présents dans ce territoire, soit Metz et Trèves.
Cette juridiction était composée d'un bailli, de deux présidents (dont l'un était lieutenant-général), d'un président-honoraire, d'un procureur du Roi, d'un substitut, d'un greffier-en-chef ; ainsi que de six avocats, six procureurs, deux notaires, trois huissiers et un commissaire de police.
Par l'article XIII du traité de 1661 : Donnelay, Gelucourt, Juvelize, le fief de Krasstel, Lézey et les Riecourts, faisaient partie de « la route » cédée à la France. Ces lieux ressortissaient ensuite à ce bailliage.
Du point de vue économique, le sol de ce territoire produisait du froment, du méteil, du seigle, du sarrasin, de l'orge et de l'avoine. La mesure utilisée était la quarte, ainsi que la hotte (pour le vin).

## Composition
Composition en 1770 :
| Communautés                      | Diocèse |
| -------------------------------- | ------- |
| Beaumarais                       | Trèves  |
| Donnelay                         | Metz    |
| Enstroff                         | Trèves  |
| Favart & le Houssart (censes de) | Trèves  |
| Fraouloutre                      | Trèves  |
| Gelucourt                        | Metz    |
| Juvelize                         | Metz    |
| Krasstel (le fief de)            | Metz    |
| Lézey                            | Metz    |
| Listroff                         | Trèves  |
| Récourts (les)                   | Metz    |
| Roden                            | Trèves  |
| Sarrelouis (ville)               | Trèves  |
| Sainte-Marie (cense)             | Trèves  |
| Valdrevange                      | Trèves  |

## Sources
- Jean-Joseph Expilly, Dictionnaire géographique, historique et politique des Gaules et de la France, tome sixième, 1770.
- Augustin Calmet, Notice de la Lorraine qui comprend les duchés de Bar et de Luxembourg.